# 海昌海洋公園
海昌海洋公園控股有限公司，簡稱海昌海洋公園控股和海昌海洋公園（英語：Haichang Ocean Park Holdings Ltd.，港交所：2255），前身「海昌控股」，於2001年由曲乃杰（董事長）在中國大連（總部）開發成立大連老虎灘海洋公園。首席執行官為王旭光、趙文敬和曲乃強。業務在中國大陸經營和開發主題公園，包括大连发现王国主题公园、青岛海昌极地海洋世界（国家4A级旅游景区）、武汉海昌极地海洋世界、成都海昌极地海洋世界、天津海昌极地海洋世界、烟台渔人码头以及上海海昌極地海洋公園。
該股份在2014年3月13日於香港交易所主板上市。招股價為2.18至2.68港元，全球發售為10億股，集資額為21.8億至26.8億港元。當中CAI及佳兆業主席郭英成，分別斥2,000萬及1,000萬美元入股。

## 主題公園
- 大連老虎灘海洋公園
- 大連海昌發現王國
- 上海海昌海洋公園
- 三亞海昌夢幻海洋不夜城
- 天津海昌極地海洋公園
- 青島海昌極地海洋公園
- 成都海昌極地海洋公園
- 武漢海昌極地海洋公園
- 煙台海昌漁人碼頭
- 重慶海昌加勒比水世界
- 鄭州海昌海洋公園（在建）

意向興建：
- 茂名海昌海洋公園
- 長沙海昌歡樂海洋世界
- 長沙湘江歡樂城歡樂水寨、歡樂雪域
- 浙江橫店夢幻谷海豚灣

## 室內樂園
- 蘇州海昌萌寵park
- 南通海昌萌寵park
- 武漢海昌HiLife自然探索樂園
- 合肥海昌HiLife自然探索樂園

## 連結
- 海昌海洋公園 （页面存档备份，存于）
- qdpolar.com （页面存档备份，存于）